# Natalino Sapegno
Natalino Sapegno (Aoste, 10 novembre 1901 – Rome, 11 avril 1990) est un historien de la littérature et un critique littéraire italien. Il fut l'un des plus importants spécialistes de la littérature italienne du XIVe siècle.

## Biographie
Natalino Sapegno obtint sa laurea à Turin en 1922 avec une thèse sur Jacopone da Todi, qui par la suite fut publiée.
Initialement proche, de par sa formation, de Benedetto Croce, il fut l'ami et le partisan de Piero Gobetti et de son périodique La Rivoluzione liberale. De cette revue, de même que dans la revue Il Baretti, il signait du pseudonyme de Silvestro Gallico.
En 1924, il s'installa à Ferrare, où il enseigna la littérature durant plusieurs années dans des établissements d'enseignement secondaire. À cette époque, il se consacra plus particulièrement à l'étude de la littérature italienne du XIVe siècle, écrivant alors son texte peut-être le plus connu, Il Trecento.
Après avoir enseigné dans les universités de Bologne et de Padoue, il rejoignit en 1936 l'université de Palerme, puis, l'année suivante, la « Sapienza » de Rome, où il se vit offrir la chaire laissée par Vittorio Rossi, chaire qu'il occupa jusqu'en 1976.
En 1954, il fut nommé académicien des Lincei. Il fit, en outre, partie de l'Académie d'Arcadie, de la Società filologica romana, de la Société européenne de culture, ainsi que du PEN club international.
Sapegno rédigea de nombreuses entrées de l'encyclopédie italienne Treccani. Il dirigea, avec Emilio Cecchi, la Storia della letteratura italiana, publiée par les éditions Garzanti en neuf volumes dans les années 1965-1969.
En 1971, il signa l'appel publié par l'hebdomadaire L'Espresso contre le commissaire de police Luigi Calabresi, dont on pensait qu'il était peut-être responsable de la mort du cheminot anarchiste Giuseppe Pinelli.
Enfin, il fut honoré de la médaille d'or du mérite des sciences et de la culture, et il fut président du jury du prix Viareggio.
Il repose au cimetière d'Aoste, sa ville natale.
Son nom a été donné à la Fondation Natalino Sapegno et au Centre d'études historiques et littéraires Natalino Sapegno, dont les sièges se trouvent à Morgex, dans la Tour de l'Archet.

## Publications
En italien
- Frate Jacopone, Turin, Baretti, 1926.
- Il Trecento, Milan, Vallardi, 1934.
- Compendio di Storia della Letteratura Italiana, Florence, la Nuova Italia, 1936–1946, 3 vol.
- Poeti minori del Trecento, Milan-Naples, Ricciardi, 1952.
- Commento alla Divina Commedia, Florence, La Nuova Italia, 1955–1957, 3 vol.
- Pagine di storia letteraria, Palerme, Manfredi, 1960.
- Ritratto di Manzoni ed altri saggi, Bari, Laterza, 1961.
- Storia letteraria del Trecento, Milan-Naples, Ricciardi, 1963.
- en collaboration avec Emilio Cecchi, Storia della letteratura italiana, Milan, Garzanti, 1965–1969, 9 vol.
- Pagine disperse, Rome, Bulzoni, 1979.

## Sources
- (it) Cet article est partiellement ou en totalité issu de l’article de Wikipédia en italien intitulé « Natalino Sapegno » (voir la liste des auteurs).